# Клетъчна мембрана
Клетъчната мембрана (наричана още „плазмена мембрана“, „цитоплазмена мембрана“, „плазматична мембрана“или „плазмалема“) е биологична мембрана, която отделя вътрешността на клетката от външната обкръжаваща среда . Тя е полупропусклива липидно-белтъчна обвивка, характерна за всички видове клетки. Клетъчна мембрана притежават както еукариотните, така и прокариотните клетки.
Тя обособява клетката от околната среда, придава ѝ форма и я предпазва от неблагоприятните въздействия. Освен това към нея се прикрепва Цитоскелетът, който от своя страна има важна роля в поддържането на формата ѝ.
Клетъчната мембрана е вид биологична мембрана.

## Строеж на мембраната
Клетъчната мембрана е изградена от липиди, белтъци и въглехидрати. Основна структура на мембраната е двойният липиден слой, който отделя клетката от околната среда. Липидите в него са разположени със своите хидрофилни глави към цитоплазмата и външната среда и с хидрофобните си опашки една към друга. Липидният бислой е непроницаем от йони и полярни молекули, каквато е водата. Пронизан е от голям брой белтъци.
Строежът, съставът и формата на една мембрана не са постоянни, а динамично се изменят според функциите, които трябва да извършва и според състоянието на клетката.

### Липиди
Липидите са около 40% от плазмалемата.
Те се състоят от хидрофилна глава и хидрофобна опашка от два остатъка на мастни киселини.
Видовете липиди, участващи в състава на мембраните, са: фосфолипиди, гликолипиди, сфинголипиди и стероли. В плазмалемата на животните най-застъпеният липид е холестеролът с до 30% от липидното ѝ съдържание. При растенията той е заместен от фитостерол.
Мастните киселини в състава на мембранните липиди могат да бъдат наситени или ненаситени, като съотношението им се изменя. За предпазване на клетката от студ, мембраната ѝ се обогатява на наситени мастни киселини и така става по-плътна и непропусклива, докато богатата на ненаситинени мастни киселини мембрана е по-рехава.

### Белтъци
Съставят до 60% от плазмалемата. Функциите им са структурни, рецепторни (медиаторни и транспортни) и ензимни.
Мембранните белтъци се делят на периферни и интегрални (трансмембранни). Периферните белтъци могат да са свързани с нея посредством мастни киселини или интегрални белтъци. Те образуват по повърхността на мембраната различни видове рецептори и антитела, които могат да се свързват избирателно със специфични за тях вещества. Интегралните белтъци играят структурна роля за здравината на мембраната или образуват различни транспортни единици в нея: йонни канали, водни пори, белтъци преносители при активния транспорт и др. Има 3 вида интегрални белтъци: трансмембранни, които проникват през цялата мембрана; полуинтегрални – преминават само през външния или през вътрешния слой; и тунелни – преминават през цялата мембрана, между тях има пори с регулируем отвор.
Белтъците могат да преминават през мембраната, да се плъзгат по повърхността ѝ, да се извъртат в нея и да променят ориентацията на външните и вътрешните си части, което е особено важно при активния транспорт. Някои от тях имат каталитични функции, играят ролята на ензими; най-често това са аденозинтрифосфатази. Способността на дадени белтъци да се свързват специфично със строго определени вещества определя избирателната пропускливост на мембраните, както и рецепторните ѝ функции.
Качественият и количествен белтъчен състав се изменя според нуждите на клетката. Например, ако е необходимо по-голямо количество от даден метаболит, клетъчната мембрана ще се обогати на белтъците, отговорни за транспорта му. Понякога клетката дори синтезира несвойствени ѝ мембранни белтъци, необходими при транспорта на новопоявили се вещества.

### Въглехидрати
Типично мембранни въглехидрати съставят по-малко от 1% от плазмалемата; те са свързани с някои от белтъците ѝ (в гликопротеинов комплекс) или с липиди (гликолипиди).
Въглехидратите, натрупани по външната повърхност на плазмалемата, образуват слизеста структура наречена гликокаликс. Средната дебелина на този слой е 3 – 4 нм. Гликокаликсът се секретира от клетката и е слабо свързан с клетъчната мембрана.

## Размери
Дължината на една фосфолипидна молекула е около 4-5 нм. Така общият слой, който формира мембраната, е с дебелина от около 7 нм , като по този начин е ясно видима с трансмисионен електронен микроскоп. Различните видове мембрани в клетката са с различни дебелини, като на плазмалемата е най-голяма: 10 нм.

## Функции
Клетъчната мембрана има жизненоважна за клетката роля. Основните ѝ функции са:

### Защитна
Клетъчната мембрана отделя съдържанието на клетката от заобикалящата я среда, като образува от нея компартмент. Блокира преминаването на много вещества извън и/или навътре в клетката.

### Транспортна
Плазмалемата притежава избирателна пропускливост навътре в клетката за необходимите ѝ метаболити или извън нея на клетъчни продукти и ненужни вещества. Видове транспорт през плазмалемата:
- Пасивен транспорт. Осъществява се чрез водни пори и йонни канали през мембраната, изградени от трансмембранни белтъци. Използва физичните процеси осмоза и дифузия и протича без промяна в енергийния баланс на клетката. Чрез него през мембраната преминават йони и вода с разтворените в нея газове.
- Активен транспорт. При него самата мембрана участва активно в преноса на вещества. Изразходва се енергия, получена от разрушаване на химични връзки при редуциране на АТФ до АДФ. Бива котранспорт и цитоза.
  - Котранспорт. Участват интегрирани в мембраната белтъци. Те се свързват със своите специфични субстрати в активните си зони и консумирайки енергия, се трансформират така, че активните им зони заедно със субстрата преминават мембраната. Пример за котранспорт е калиево-натриевата помпа.
  - Цитоза. Участва цял участък от клетъчната мембрана.
    - Внасянето на вещества в клетката чрез цитоза се нарича „ендоцитоза“. Веществата се обгръщат от клетъчната мембрана в мехурче, което се откъсва от нея и потегля в цитоплазмата във вид на вакуола. Ако приетите вещества са течности, то процесът се нарича „пиноцитоза“, а при по-големи частици и макромолекули – „фагоцитоза“. Фагоцитарните вакуоли се сливат с лизозоми, за да се извърши в тях вътреклетъчно смилане на приетите метаболити.
    - Извеждането на продукти от клетката става чрез екзоцитоза. Продуктите, обвити във вакуоли, достигат клетъчната мембрана, където мембраните на вакуолите се сливат с нея и продуктите се изсипват навън.

### Рецепторна
Клетъчната мембрана взаимодейства с извънклетъчната среда и с мембраните на съседни клетки, като предава сигнали към вътрешността на клетката. За това използват белтъци рецептори, които се свързват специфично с определени антигени, хормони и други сигнални молекули.